# Варпе (Німеччина)
Варпе (нім. Warpe) — громада в Німеччині, розташована в землі Нижня Саксонія. Входить до складу району Нінбург. Складова частина об'єднання громад Графшафт-Гоя.
Площа — 20 км2. Населення становить 700 ос. (станом на 31 грудня 2021).